# پلیموث (آیووا)
پلیموت (به انگلیسی: Plymouth) شهری در ایالت آیووا کشور ایالات متحده آمریکا است که جمعیت آن در سرشماری سال ۲۰۱۰ میلادی، ۳۸۲ نفر بوده‌است.